# Mansfieldit
Mansfieldit ist ein selten vorkommendes Mineral aus der Mineralklasse der „Phosphate, Arsenate und Vanadate“ mit der chemischen Zusammensetzung Al[AsO4]·2H2O und damit chemisch gesehen ein wasserhaltiges Aluminiumarsenat.
Mansfieldit kristallisiert im orthorhombischen Kristallsystem, entwickelt aber nur selten mit bloßem Auge sichtbare, pseudo-oktaedrische Kristalle mit einem glasähnlichen Glanz auf den Oberflächen. Meist findet er sich in Form von porösen, zelligen Massen mit sphärolitischer Struktur oder krustigen Überzügen.
In reiner Form ist Mansfieldit farblos und durchsichtig. Durch vielfache Lichtbrechung aufgrund von Gitterfehlern oder polykristalliner Ausbildung ist er jedoch durchscheinend weiß oder nimmt durch Fremdbeimengungen eine blassgraue bis rötlichgraue oder blassgrüne bis bläulichgrüne Farbe an. Auch cobalthaltige, rosafarbene Mansfieldite sind bekannt.

## Etymologie und Geschichte
Erstmals entdeckt wurde Mansfieldit am Hobart Butte, einem etwa 745 m hohen Berg sowie Ton-Lagerstätte mit hohem Aluminiumoxidgehalt innerhalb des Bergbaureviers Black Butte und etwa 14 Meilen südlich von Cottage Grove im Lane County des US-Bundesstaates Oregon. Eine erste Kurzbeschreibung des neu entdeckten Minerals erfolgte bereits 1946 durch Victor Thomas Allen (1898–1986) und Joseph John Fahey (1901–1980) während der sechsundzwanzigsten Jahrestagung der Mineralogical Society of America in Pittsburgh (Pennsylvania). Neben den wichtigsten Daten in Bezug auf chemischer Zusammensetzung, Kristallmorphologie, Härte, Dichte, Farbe und Paragenese gaben Allen und Fahey auch an, das Mineral zu Ehren des zu dieser Zeit bereits pensionierten Leiters der Abteilung für Flächen und Nichtmetalle des Geological Survey des US-Innenministeriums George Rogers Mansfield (1875–1947) benannt zu haben. Diese Erstbeschreibung wurde nachfolgend bei der Publikation der New mineral names 1947 zitiert und damit bestätigt.
1948 veröffentlichten Allen und Fahey zusammen mit Joseph M. Axelrod eine diesmal ausführliche Erstbeschreibung. Demnach wurde die erste Mineralprobe, in der sich später der Mansfieldit fand, bereits am 29. Juli 1942 von Allen in Begleitung von Robert L. Nichols gesammelt, der im Rahmen eines gemeinsamen Programms der USA die Tonlagerstätte kartierte.
Da der Mansfieldit bereits lange vor der Gründung der International Mineralogical Association (IMA) bekannt und als eigenständige Mineralart anerkannt war, wurde dies von ihrer Commission on New Minerals, Nomenclature and Classification (CNMNC) übernommen und bezeichnet den Mansfieldit als sogenanntes „grandfathered“ (G) Mineral. Die seit 2021 ebenfalls von der IMA/CNMNC anerkannte Kurzbezeichnung (auch Mineral-Symbol) von Mansfieldit lautet „Mfd“.
Das Typmaterial des Minerals wird im Muséum national d’histoire naturelle (kurz MHN oder Museum, Paris) in Paris (Frankreich) unter der Katalog-Nummer 154268 und im National Museum of Natural History (NMNH) in Washington, D.C. (USA) unter den Katalog-Nummern 106565 und 117722 aufbewahrt.

## Klassifikation
Bereits in der veralteten 8. Auflage der Mineralsystematik nach Strunz gehörte der Mansfieldit zur Mineralklasse der „Phosphate, Arsenate und Vanadate“ und dort zur Abteilung „Wasserhaltige Phosphate, Arsenate und Vanadate ohne fremde Anionen“, wo er gemeinsam mit Skorodit, Strengit und Variscit in der „Variscit-Reihe“ mit der Systemnummer VII/C.05b innerhalb der „Klinovariscit-Variscit-Gruppe“ (VII/C.05) steht.
Im zuletzt 2018 überarbeiteten „Lapis-Mineralienverzeichnis“, das sich im Aufbau noch nach der alten Form der Systematik von Karl Hugo Strunz richtet, erhielt das Mineral die System- und Mineralnummer VII/C.09-070. In der „Lapis-Systematik“ entspricht dies ebenfalls der Abteilung „Wasserhaltige Phosphate, ohne fremde Anionen“, wo Mansfieldit zusammen mit Kolbeckit, Koninckit, Malhmoodit, Metavariscit, Paraskorodit, Phosphosiderit, Skorodit, Strengit, Variscit, Yanomamit und Zigrasit die „Variscitgruppe“ mit der Systemnummer VII/C.09 bildet.
Auch die von der International Mineralogical Association (IMA) zuletzt 2009 aktualisierte 9. Auflage der Strunz’schen Mineralsystematik ordnet den Mansfieldit in die Abteilung „Phosphate usw. ohne zusätzliche Anionen; mit H2O“ ein. Diese ist allerdings weiter unterteilt nach der relativen Größe der beteiligten Kationen und dem Stoffmengenverhältnis vom Phosphat-, Arsenat- beziehungsweise Vanadatkomplex (RO4) zum Kristallwassergehalt (H2O), so dass das Mineral entsprechend seiner Zusammensetzung in der Unterabteilung „Mit ausschließlich mittelgroßen Kationen; RO4 : H2O = 1 : 2“ zu finden ist, wo es zusammen mit Skorodit, Strengit, Variscit und Yanomamit sowie dem bisher als fraglich geltenden Redondit die „Variscitgruppe“ mit der Systemnummer 8.CD.10 bildet.
In der vorwiegend im englischen Sprachraum gebräuchlichen Systematik der Minerale nach Dana hat Mansfieldit die System- und Mineralnummer 40.04.01.04. Dies entspricht ebenfalls der Klasse der „Phosphate, Arsenate und Vanadate“ und dort der Abteilung „Wasserhaltige Phosphate etc.“. Hier findet sich das Mineral innerhalb der Unterabteilung „Wasserhaltige Phosphate etc., mit A3+XO4 × x(H2O)“ in der „Variscitgruppe“, in der auch Skorodit, Strengit, Variscit und Yanomamit eingeordnet sind.

## Chemismus
In der (theoretisch) idealen Zusammensetzung von Mansfieldit (Al[AsO4]·2H2O) besteht das Mineral im Verhältnis aus je einem Teil Aluminium (Al) und einem Teil Arsen (As) sowie sechs Teilen Sauerstoff (O) und vier Teilen Wasserstoff (H). Dies entspricht einem Massenanteil (Gewichtsprozent) von 13,36 Gew.-% Al, 37,10 Gew.-% As, 47,54 Gew.-% O und 2,00 Gew.-% H oder in der Oxidform 25,25 Gew.-% Aluminiumoxid (Al2O3), 56,91 Gew.-% Arsen(V)-oxid (As2O5) und 17,84 Gew.-% H2O.
Die Analyse natürlicher Mineralproben am Typmaterial aus Hobart Butte ergab allerdings eine leicht abweichende Zusammensetzung von 23,30 Gew.-% Al2O3, 56,43 Gew.-% As2O5 und 17,77 Gew.-% H2O sowie Fremdbeimengungen von 0,91 Gew.-% Titandioxid (TiO2), 0,88 Gew.-% Eisen(III)-oxid (Fe2O3), 0,59 Gew.-% Phosphorpentoxid (P2O5) und 0,12 Gew.-% Antimon(V)-oxid (Sb2O5).
Mansfieldit bildet eine lückenlose Mischkristallreihe mit Skorodit (Fe3+[AsO4]·2H2O).

## Kristallstruktur
Mansfieldit kristallisiert isotyp mit Skorodit und Strengit in der orthorhombischen Raumgruppe Pcab (Raumgruppen-Nr. 61, Stellung 2) mit den Gitterparametern a = 10,10 Å; b = 9,80 Å und c = 8,79 Å sowie 8 Formeleinheiten pro Elementarzelle.
Die Kristallstruktur von Mansfieldit besteht aus achtfach von Sauerstoff koordinierten Aluminium-Oktaedern, wobei je eine Spitze und eine Basis-Ecke jedes Aluminium-Oktaeders vom Sauerstoffatom eines Wassermoleküls übernommen werden, sowie AsO4-Tetraedern. Oktaeder und Tetraeder sind die über gemeinsam genutzte „Sauerstoffecken“ und über Wasserstoffbrücken zu einem dreidimensionalen Netzwerk verknüpft.
Synthetisch hergestellter Mansfieldit in der idealisierten Zusammensetzung wurde im Jahr 2000 durch William T. A. Harrison kristallographisch aufgelöst. Die von ihm ermittelten Gitterparameter in der Hauptachsenstellung Pbca (Nr. 61) sind a = 8,8218 Å; b = 9,8252 Å und c = 10,1163 Å.
| Kristallstruktur von Mansfieldit |
| --- |
| - mit Blickrichtung parallel zur a-Achse - mit Blickrichtung parallel zur b-Achse - mit Blickrichtung parallel zur c-Achse - räumliche Darstellung in der kristallographischen Standardausrichtung - größerer Ausschnitt der Kristallstruktur als Polyeder-Modell |
| Farblegende: 0 _ Al 0 _ As 0 _ O 0 _ H |

## Bildung und Fundorte

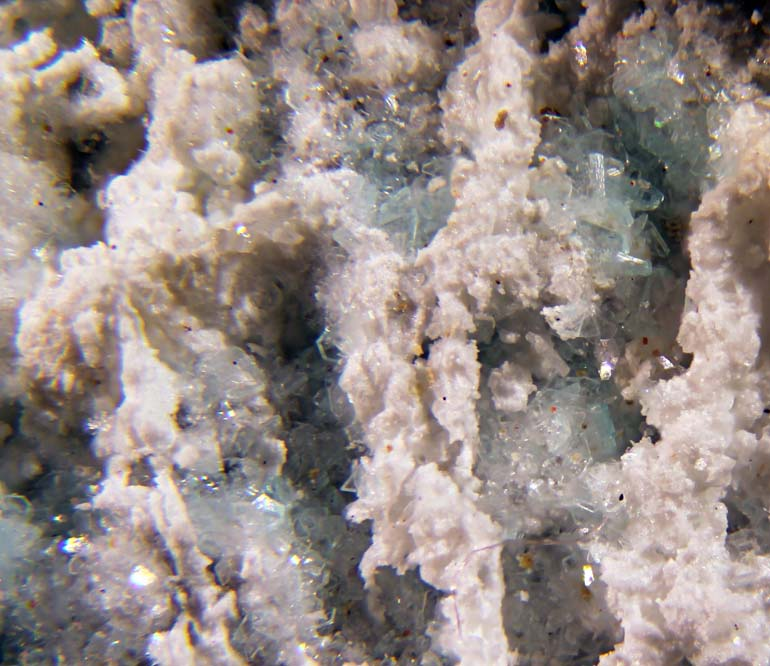
Poröse Massen und Krusten aus glasig-grauem Mansfieldit aus der Typlokalität Hobart Butte, Oregon, USA. Die himmelblauen Kristalle sind ein unbekanntes Mineral.

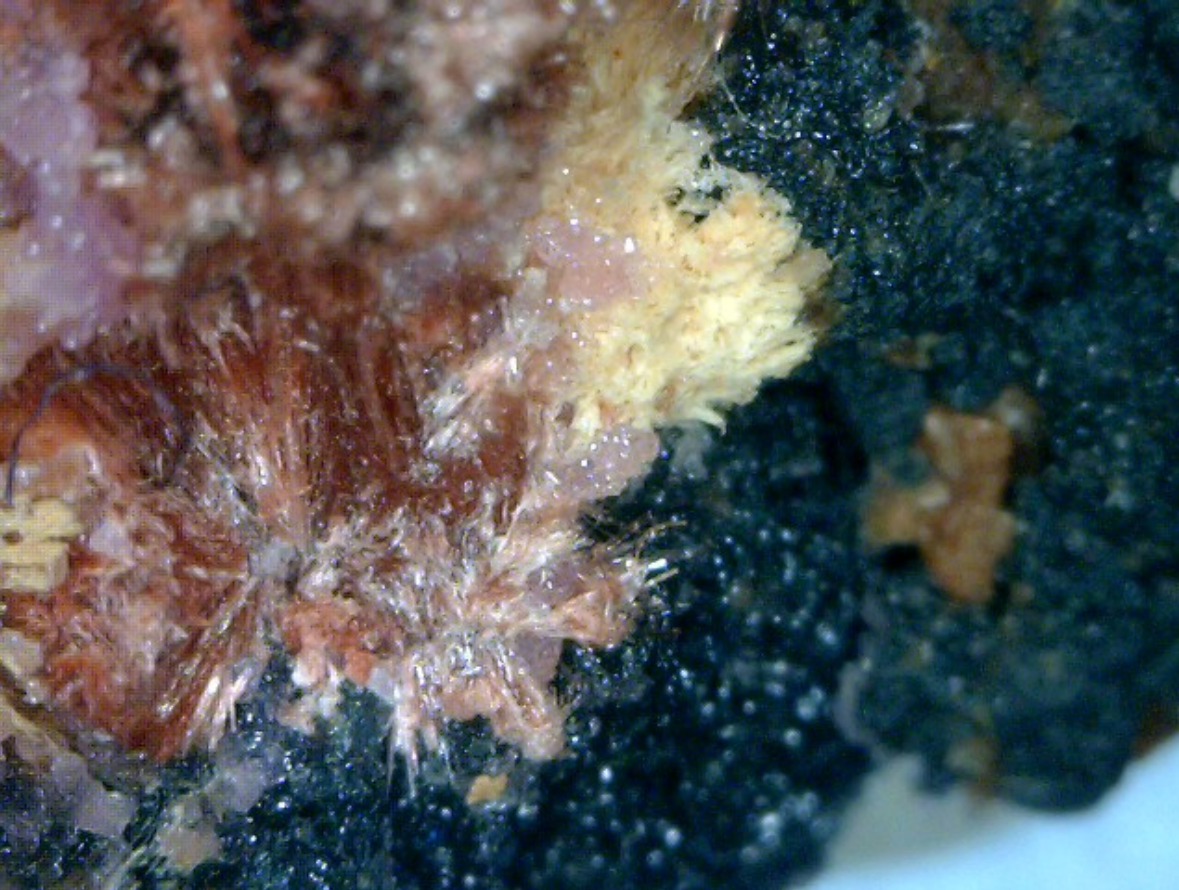
Mineral-Aggregat mit Smolyaninovit pseudomorph nach Erythrin (gelb), Mansfieldit (blassrosa Kugeln), Erythrin (rote Nadeln) und Heterogenit (schwarz) aus der Mount-Cobalt-Mine

Mansfieldit bildet sich hydrothermal in umgewandelten und mineralisierten andesitischen pyroklastischen Gesteinen. Als Begleitminerale können unter anderem Kaolinit, Quarz, Realgar, Skorodit und Stibnit, aber auch Erythrin, Heterogenit und Smolyaninovit auftreten.
Als seltene Mineralbildung konnte Mansfieldit nur an wenigen Orten nachgewiesen werden, wobei weltweit bisher rund 50 Vorkommen dokumentiert sind. Außer an seiner Typlokalität am Hobart Butte im Lane County von Oregon konnte das Mineral in den Vereinigten Staaten noch in der Rain Mine und der Goldstrike Mine im Elko County sowie der Getchell Mine im Humboldt County von Nevada, im Bergbaurevier Temple Mountain im Emery County von Utah und auf dem Nelson Ridge im Bergbaurevier Bumping Lake im Yakima County von Washington gefunden werden.
In Deutschland trat das Mineral bisher in Mineralproben aus alten Stollen und Bismut-, Kupfer- und Silbererzgängen bei Neubulach in Baden-Württemberg, aus der ehemaligen Grube Reichensteinerberg bei Reichenstein (Puderbach) in Rheinland-Pfalz und aus den Halden der ehemaligen Grube Altväter samt Eschig im Mortelgrund etwa 2,3 km südlich von Sayda im sächsischen Erzgebirge auf.
Der bisher einzige Fundort in der Schweiz sind unbenannte Seifenlagerstätten nahe Medel (Lucmagn) in der Region Surselva des Kantons Graubünden.
Weitere Vorkommen liegen unter anderem in Algerien, Australien, Belgien, Chile, China, Frankreich, Griechenland, Iran, Italien, Kasachstan, Marokko, Mexiko, Nordmazedonien, Polen, Portugal, Russland, der Slowakei, Spanien, Tschechien und im Vereinigten Königreich (England).